# Декамп, Эдуард
Эдуард Декамп известный, как барон Декамп (27 августа 1847, Белёй — 17 января 1933, Брюссель) — бельгийский юрист, политик, общественный и государственный деятель, педагог, профессор права и административных наук. Доктор юридических наук.

## Биография
Окончил в 1869 году Католический университет Лёвена. В 1872 году — доцент, в 1877 году — профессор международного права в Университете Лёвена.
С 1898 по 1932 год — депутат сената Бельгии от Католической партии.
В 1901—1907 и 1911—1914 годах был президентом сената Бельгии. С 1907 по 1910 год — министр науки и искусства Бельгии.
Был Генеральным секретарём и Председателем Межпарламентского союза, членом Постоянной палаты третейского суда в Гааге.
Инициатор и участник разработки Лигой Наций проекта Устава существующего с 1922 года Постоянной палаты международного правосудия, которая в 1945 году была заменена на существующий поныне Международный суд ООН.
Член Института международного права с 1892 года, с 1900 по 1906 год — генеральный секретарь Института. Член Бельгийской королевской академии наук, литературы и изящных искусств, иностранный член Академии моральных и политических наук Института Франции (1921).
Почётный профессор университетов Парижа и Оксфорда, почётный доктор Эдинбургского университета.
Между 1901 и 1915 годами несколько раз был номинирован на присуждение Нобелевской премии мира.

## Избранные труды
- Le droit de la paix et de la guerre. Essai sur l' évolution de la Neutralité et sur la constitution du pacigérat. Paris 1898
- La neutralité de la Belgique au point de vue historique, diplomatique, juridique et politique: étude sur la constitution des états pacifiques à titre permanent. Paris und Brüssel 1902
- L’Afrique nouvelle. Essai sur l'état civilisateur dans les pays neufs et sur la fondation, l’organisation et le gouvernement de l'État indépendant du Congo. Paris 1903
- Le génie des religions. Les origines. Avec un essai liminaire sur la vérité, la certitude, la science et la civilisation. Paris 1930
- Histoire Générale comparée des missions. Paris und Brüssel 1932

## Награды
- Офицер Ордена Почётного легиона
- Большой крест Ордена Леопольда I
- Большой крест Ордена Короны (Бельгия)
- Большой крест Ордена Короны Италии
- Большой крест Ордена Нидерландского льва
- Большой крест Ордена Феникса (Греция)
- Большой крест Ордена Дубовой короны (Люксембург)
- Большой крест Ордена Восходящего солнца (Япония)